# 克拉馬里夫卡 (科洛馬克區)
49°46′25″N 35°13′42″E / 49.77361°N 35.22833°E
克拉馬里夫卡（烏克蘭語：Крамарівка）是位於烏克蘭東部的村莊，由哈爾科夫州博霍杜希夫區的科洛馬克市鎮負責管轄。該村處於科洛馬克河左岸，距離里祖年科韋1公里，始建於1775年，面積0.33平方公里，海拔高度103米。